# Antonino Russo Giusti
Antonino Russo Giusti (né à Catane, le 23 février 1876 et mort à Belpasso  le 28 septembre 1957) est un écrivain et dramaturge italien.

## Biographie
Après avoir passé sa jeunesse à Belpasso, Antonino Russo Giusti étudie les lettres classiques à Catane avant d'obtenir un diplôme de droit et de se consacrer à la Science forensique. Il devient par la suite directeur artistique du théâtre communal de Catane, qui monte son premier spectacle en  langue sicilienne , L'eredità dello zio canonico;  suivi en 1920 par U Spirdu, avec  la musique par Francesco Paolo Frontini  dirigée par Gaetano Emanuel Calì.Angelo Musco a acquis les droits de L'eredita dello zio canonico, adapté au cinéma sous le même nom en 1934.
A la fin de la seconde guerre mondiale, après la destruction du théâtre Coppola, Russo Giusti s'installe à Belpasso où il dirige un groupe d'acteurs de théâtre, baptisé du nom de Nino Martoglio Art Brigade, toujours en activité.
Au cours de sa carrière , Antonino Russo Giusti  est l'auteur de 27 œuvres théâtrales. 
Antonino Russo Giusti est mort à Belpasso le 28 septembre 1957.